# Рунт, Мария Ивановна
Мари́я Ива́новна Рунт (7 февраля 1912 года — 20 августа 1992 год) — участница Великой Отечественной войны, летчик-бомбардировщик, парторг 46-го гвардейского ночного бомбардировочного авиационного полка 325-й ночной бомбардировочной авиационной дивизии, гвардии капитан. Кандидат филологических наук.

## Биография
Родилась 7 февраля 1912 года в г. Самаре.
Отец – Иван Дмитриевич – слесарь Трубочного завода, мать Ольга Ивановна занималась воспитанием пятерых детей: Евгении, Любови, Петра, Марии и Зинаиды.
Окончив школу в 1929 году, стала студенткой литературного факультета только что открывшегося Самарского педагогического института. После окончания института преподавала в средней школе. В 1937 году её выбрали на руководящую комсомольскую работу. Война настигла Марию Рунт в Западной Белоруссии, в городе Лида, куда она приехала на комсомольскую конференцию.
Участница Великой Отечественной войны с февраля 1942 года, была назначена политработником в лётный полк г. Энгельса, где проходил обучение 588-й, а позднее 46-й авиаполк легких и ночных бомбардировщиков. С 1942 по 1945 годы — парторг 46-го Гвардейского Таманского авиаполка.
После войны вернулась к педагогической деятельности. В 1960-е годы она окончила аспирантуру в Куйбышевском пединституте, защитила диссертацию на кафедре русской литературы, стала доцентом. На кафедре русской и зарубежной литературы Мария Ивановна проработала 26 лет.
М. И. Рунт являлась членом Комитета советских женщин. Неоднократно избиралась депутатом городского и областного Советов, помогала жителям города, области решать сложные проблемы. Последние годы её жизни были связаны с организацией работы совета ветеранов женщин, ветеранов войны в Афганистане.
С апреля 1965 года и до последнего дня своей жизни она оставалась дорогим и почетным членом коллектива учителей и учащихся самарской средней школы № 105.
Умерла в 1992 году.

## Награды
- Награждена орденами Отечественной войны 1 и 2 степеней, Красного Знамени и Красной Звезды, а также многими медалями, среди которых «За оборону Кавказа», «За освобождение Варшавы», «За победу над Германией».

## Память
- По инициативе Марии Ивановны Рунт были собраны средства на сооружение памятника однополчанке Ольге Санфировой — Герою Советского Союза. Памятник Санфировой установлен у дома Молодежи в Самаре[3].
- Мария Ивановна Рунт — автор статей о творчестве А.С. Пушкина, М.Ю. Лермонтова, И.С. Тургенева, Н.А. Некрасова, А.Н. Островского, Л.Н. Толстого и других русских и советских писателей.
- Имя Марии Рунт носит — МБОУ Школа № 105 имени М.И. Рунт городского округа Самара[4][5].